# Melanoptilon simulans
Melanoptilon simulans är en fjärilsart som beskrevs av Walker 1854. Melanoptilon simulans ingår i släktet Melanoptilon och familjen mätare. Inga underarter finns listade i Catalogue of Life.